# Sectorul 2
Sectorul 2 este o subunitate administrativ-teritorială a municipiului București. Este situat în partea de nord-est a municipiului București, cuprins între sectoarele 1 și 3.

## Delimitare
Limitele sectorului 2 sunt:
- Începând de la intersecția B-dul Republicii cu B-dul Nicolae Bălcescu
- Limita de vest: P-ța Nicolae Bălcescu, B-dul Nicolae Bălcescu până la Str. C.A. Rosetti, Str. C.A. Rosetti până la Str. Pitar Moși, Str. Pitar Moși până la Str. Pictor Verona, Str. Pictor Verona până la Str. Xenopol, Str. Xenopol (toate exclusiv) până la P-ța Alexandru Sahia, P-ța Alexandru Sahia (inclusiv), Str. Polonă, Calea Floreasca (ambele exclusiv), Șos. Pipera (inclusiv) până la intersecția cu calea ferată București-Constanța.
- Limita de nord: linia de cale ferată București-Constanța până la gara Pantelimon (exclusiv).
- Limita de est: calea ferată de la Pantelimon-Obor până la lacul Fundeni, urmând apoi spre est cursul râului Colentina până la Șos. Pantelimon.
- Limita de sud: Șos. Pantelimon până la intersecția cu Șos.Vergului, Șos. Vergului până la Str. Morarilor, B-dul Basarabia de la intersecția cu Str. Morarilor până la intersecția cu Șos. Mihai Bravu, P-ța Muncii (inclusiv), în continuare pe Calea Călărași până la intersecția cu Str. Romulus (toate exclusiv), Str. Romulus până la intersecția cu Str. Mântuleasa, Str.Mântuleasa până la Str. Negustori, Str. Negustori până la B-dul Hristo Botev (toate inclusiv), B-dul Hristo Botev până la B-dul Republicii, B-dul. Republicii până la intersecția cu B-dul 1848 și B-dul Nicolae Bălcescu, P-ța Nicolae Bălcescu (toate exclusiv).

## Politică
Autoritatea executivă locală este condusă de un ales local, numit primar. Primarul sectorului 2 începând cu 01 Noiembrie 2024 va fi Rareș Hopincă, ales la 9 iunie 2024 din partea Alianței PSD-PNL. Consiliul Local al sectorului 2 este format din 27 de aleși locali (consilieri locali), cu următoarea componență pe partide politice începând cu 01 Noiembrie 2024:
| Partid | Partid          | Consilieri | Componența Consiliului | Componența Consiliului | Componența Consiliului | Componența Consiliului | Componența Consiliului | Componența Consiliului | Componența Consiliului | Componența Consiliului | Componența Consiliului | Componența Consiliului | Componența Consiliului | Componența Consiliului |
| ------ | --------------- | ---------- | ---------------------- | ---------------------- | ---------------------- | ---------------------- | ---------------------- | ---------------------- | ---------------------- | ---------------------- | ---------------------- | ---------------------- | ---------------------- | ---------------------- |
|        | Alianța PSD-PNL | 12         |                        |                        |                        |                        |                        |                        |                        |                        |                        |                        |                        |                        |
|        | ADU             | 10         |                        |                        |                        |                        |                        |                        |                        |                        |                        |                        |                        |                        |
|        | AUR             | 3          |                        |                        |                        |                        |                        |                        |                        |                        |                        |                        |                        |                        |
|        | REPER           | 2          |                        |                        |                        |                        |                        |                        |                        |                        |                        |                        |                        |                        |

## Clădiri importante din sector
- Muzeul "Theodor Pallady" (1760)
- Foișorul de Foc (1892)
- Casa Universitarilor (1866)
- Palatul "Ghica" (1822)
- Casa "Lahovary" (1885)
- Biserica "Mântuleasa" (1734)
- Clădirea C.N. "Cantemir Vodă" (1932)
- Clădirea Școlii Centrale (1890)
- Halele Centrale "Obor" (1950)
- Spitalul "Colentina" (1864)
- Spitalul "Fundeni" (1959)

## Sectorul 2 în date statistice
Câteva date statistice, oferite de site-ul oficial:
| Denumire              | Nr. |
| --------------------- | --- |
| Parcuri               | 22  |
| Unități sanitare      | 19  |
| Unități de învățământ | 112 |
| Biserici              | 58  |
| Piețe                 | 7   |

În 2021, Primăria Sectorului 2 a aprobat Programul de Dezvoltare Locată Integrată și Durabilă pentru perioada 2021-2027, care continuă programul din 2016 și care are ca obiective 132 de proiecte, ce au un buget total de 224 milioane de euro, menite să consolideze atât infrastructura, cât și forța de muncă angrenată în sector. 8,1% dintre aceste proiecte au fost implementate, 23,6% in curs de implementare si 68,2% proiecte neimplementate. Proiectele implementate au avut un buget de 33 milioane de lei.